# Grove Hill
Grove Hill – miasto w Stanach Zjednoczonych, w stanie Alabama, stolica hrabstwa Clarke.

## Demografia
W 2010 liczyło 1570 mieszkańców. W  2023 liczba mieszkańców wzrosła do 1742 osób, a gęstość zaludnienia do 135 osób/km².